# Arbetsdjur

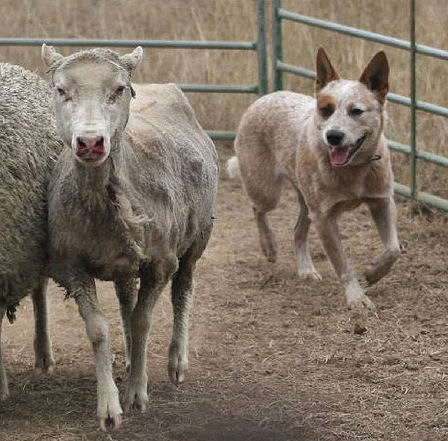
En fårhund.

Ett arbetsdjur är ett husdjur som används i arbete. Exempelvis oxar och hästar används på åkrar ibland och blir då arbetsdjur.
Numera finns även mekaniska varianter av "arbetsdjur", till exempel Järnhästen och Oxen, se skogsmaskin.
Arbetande hundar kallas brukshundar.